# Искусства и ремёсла Химачал-Прадеш
Такие ремёсла, как ковроткачество, работа с кожей, шали, рисование, работа по металлу и по дереву, распространены в Химачале. Кашемировые шали употребляются в штате и за его пределами. Красочные шапки химачальцев —известные произведения народного искусства. Племя, называемое дом  — эксперты в производстве изделий из бамбука: коро́бок, лежанок, стульев, корзин и стеллажей. Металлические изделия включают: Кухонные приборы, ритуальные чаши, идолы богов, золото и серебряные украшения.
Ткачество, резьба, рисование стали частью жизни химачальцев. Химачальцы разрабатывают дизайн шалей, особенно в Куллу. Предметы искусства из Химачала попадают во многие музеи и художественные галереи.
Женщины активно занимаются гончарным ремеслом, а мужчины плотницким. На протяжении веков дерево используется химачальцами для строительства храмов, домов, статуй богов и т. д.

## Ткачество
В крайне холодных зимах Химачала необходимы шерстяные ткани. Почти в каждом крестьянском доме есть примитивный ткацкий станок. Шерсть считается «чистой» и используется в ритуалах. Широко известны шали, особенно из кашемира. Куллу славится своими кашемировыми шалями с пёстрыми узорами и яркими цветами.
Химачальские шапочки имеют типичную форму, которая отличается от региона к региону. В Киннауре шали, сари и брюки делают из шерсти. Шали ткут в Рампуре, также известны как «Рампур чаддар», известны своей мягкой текстурой и долговечностью. В Чамбе, ткут ткань в «шахматном» порядке. Кроме того шали, ковры и одеяла также играют важную роль в химачальском образе жизни.

## Работа по дереву
Химачал — один из нескольких регионов Индии, где дерево является важным строительным материалом. Сосна, кедр гималайский, грецкий орех, конский каштан обыкновенный и дикая чёрная шелковица в изобилии встречаются в Химачал-Прадеше. Места известные работой по дереву: Чамба, Тисза, Калпа, Киннаур и Куллу. Деревенские дома построены с резьбой на дверях, окнах, балконных панелях и т. д. Такие дома часто встречаются в Киннауре и Куллу.

## Работа по металлу
Химачальцам нужны ритуальные предметы из металла. В 600 году н. э., Химачальские раджи держали при дворах опытных мастеров для работы по металлу. Антикварные металлические статуи богов украшают химачальские храмы, богов и богинь также изображают на металлических пластинах — «мохрас».
Фактически, мастера по металлу всегда были связаны с дворцами или храмами. Техника штамповки использована в металлических дверях храма Ваджрешвари Деви, Джваламукхи в Кангре, Бхимкали в Сарахане и Чандика Деви в Киннауре.
Золотой навес храма Джваламукхи — образец работы химачальских мастеров, по легенде его подарил могольский император Акбар Великий. В металлических изделиях киннаурцев наблюдается уникальный синтез буддийских и индуистских мотивов. Латунь часто используется в домашней утвари. По металлу работают также в таких городах, как Биласпур, Чамба, Реконг Пео, Рохру, Сарахан и Джогиндернагар.